# Fins voetbalelftal in 2007
Het Fins voetbalelftal speelde in totaal tien interlands in het jaar 2007, waarvan negen wedstrijden in de kwalificatiereeks voor het EK voetbal 2008 in Oostenrijk en Zwitserland. Finland eindigde als vierde in groep A, en plaatste zich onder leiding van bondscoach Roy Hodgson dus niet voor de eindronde. Hodgson stapte daarom op, bijna twee jaar na zijn aanstelling. Op de FIFA-wereldranglijst steeg Finland in 2007 van de 52ste (januari 2007) naar de 36ste plaats (december 2007). In maart werd de hoogste klassering ooit bereikt: de 33ste plaats.

## Balans
| Wedstrijden | Wedstrijden | Wedstrijden | Wedstrijden | Doelpunten | Doelpunten | Doelpunten | Punten |
| Gespeeld    | Winst       | Gelijk      | Verlies     | Voor       | Tegen      | Saldo      | Punten |
| ----------- | ----------- | ----------- | ----------- | ---------- | ---------- | ---------- | ------ |
| 10          | 3           | 5           | 2           | 6          | 5          | +1         | 1.100  |

## Interlands
|                                                             |                     |       |         |                                                                                             |
| 28 maart EK-kwalificatie № 675 «onderlinge duels» 19:00 uur | Azerbeidzjan        | 1 – 0 | Finland | Tofikh Bakhramov Stadion, Bakoe Toeschouwers: 14.000 Scheidsrechter: Domenico Messina (ITA) |
| 28 maart EK-kwalificatie № 675 «onderlinge duels» 19:00 uur | Emin Imamaliyev 83' |       |         | Tofikh Bakhramov Stadion, Bakoe Toeschouwers: 14.000 Scheidsrechter: Domenico Messina (ITA) |

|                                                           |         |                                       |        |                                                                                   |
| 2 juni EK-kwalificatie № 676 «onderlinge duels» 18:15 uur | Finland | 0 – 2                                 | Servië | Olympiastadion, Helsinki Toeschouwers: 33.615 Scheidsrechter: Manuel Mejuto (ESP) |
| 2 juni EK-kwalificatie № 676 «onderlinge duels» 18:15 uur |         | 3' Boško Janković 86' Milan Jovanović |        | Olympiastadion, Helsinki Toeschouwers: 33.615 Scheidsrechter: Manuel Mejuto (ESP) |

|                                                           |                                            |       |        |                                                                                |
| 6 juni EK-kwalificatie № 677 «onderlinge duels» 18:00 uur | Finland                                    | 2 – 0 | België | Olympiastadion, Helsinki Toeschouwers: 34.188 Scheidsrechter: Mike Riley (ENG) |
| 6 juni EK-kwalificatie № 677 «onderlinge duels» 18:00 uur | Jonatan Johansson 26' Roman Jerjomenko 71' |       |        | Olympiastadion, Helsinki Toeschouwers: 34.188 Scheidsrechter: Mike Riley (ENG) |

|                                                                |                                         |       |                   |                                                                                  |
| 22 augustus EK-kwalificatie № 678 «onderlinge duels» 18:00 uur | Finland                                 | 2 – 1 | Kazachstan        | Ratina Stadion, Tampere Toeschouwers: 13.000 Scheidsrechter: Viktor Kassai (HUN) |
| 22 augustus EK-kwalificatie № 678 «onderlinge duels» 18:00 uur | Aleksej Jerjomenko 13' Teemu Tainio 61' |       | 23' Dmitri Bjakov | Ratina Stadion, Tampere Toeschouwers: 13.000 Scheidsrechter: Viktor Kassai (HUN) |

|                                                                |        |       |         |                                                                                           |
| 8 september EK-kwalificatie № 679 «onderlinge duels» 20:15 uur | Servië | 0 – 0 | Finland | Crvena Zvezda Stadion, Belgrado Toeschouwers: 15.000 Scheidsrechter: Eric Braamhaar (NED) |
| 8 september EK-kwalificatie № 679 «onderlinge duels» 20:15 uur |        |       |         | Crvena Zvezda Stadion, Belgrado Toeschouwers: 15.000 Scheidsrechter: Eric Braamhaar (NED) |

|                                                                 |         |       |       |                                                                                    |
| 12 september EK-kwalificatie № 680 «onderlinge duels» 18:00 uur | Finland | 0 – 0 | Polen | Olympiastadion, Helsinki Toeschouwers: 36.000 Scheidsrechter: Herbert Fandel (GER) |
| 12 september EK-kwalificatie № 680 «onderlinge duels» 18:00 uur |         |       |       | Olympiastadion, Helsinki Toeschouwers: 36.000 Scheidsrechter: Herbert Fandel (GER) |

|                                                               |        |       |         |                                                                                             |
| 13 oktober EK-kwalificatie № 681 «onderlinge duels» 19:45 uur | België | 0 – 0 | Finland | Koning Boudewijnstadion, Brussel Toeschouwers: 4.131 Scheidsrechter: Costas Kapitanis (CYP) |
| 13 oktober EK-kwalificatie № 681 «onderlinge duels» 19:45 uur |        |       |         | Koning Boudewijnstadion, Brussel Toeschouwers: 4.131 Scheidsrechter: Costas Kapitanis (CYP) |

|                                                                 |         |       |        |                                                                                  |
| 17 oktober Vriendschappelijk № 681 «onderlinge duels» 19:30 uur | Finland | 0 – 0 | Spanje | Olympiastadion, Helsinki Toeschouwers: 11.600 Scheidsrechter: Stéphane Bré (FRA) |
| 17 oktober Vriendschappelijk № 681 «onderlinge duels» 19:30 uur |         |       |        | Olympiastadion, Helsinki Toeschouwers: 11.600 Scheidsrechter: Stéphane Bré (FRA) |

|                                                                |                                     |       |                      |                                                                                 |
| 17 november EK-kwalificatie № 682 «onderlinge duels» 15:00 uur | Finland                             | 2 – 1 | Azerbeidzjan         | Olympiastadion, Helsinki Toeschouwers: 10.325 Scheidsrechter: Alain Hamer (LUX) |
| 17 november EK-kwalificatie № 682 «onderlinge duels» 15:00 uur | Mikael Forssell 79' Shefki Kuqi 86' |       | 63' Makhmud Gurbanov | Olympiastadion, Helsinki Toeschouwers: 10.325 Scheidsrechter: Alain Hamer (LUX) |

|                                                                |          |       |         |                                                                                  |
| 21 november EK-kwalificatie № 683 «onderlinge duels» 20:45 uur | Portugal | 0 – 0 | Finland | Estádio do Dragão, Porto Toeschouwers: 50.000 Scheidsrechter: Ľuboš Micheľ (SVK) |
| 21 november EK-kwalificatie № 683 «onderlinge duels» 20:45 uur |          |       |         | Estádio do Dragão, Porto Toeschouwers: 50.000 Scheidsrechter: Ľuboš Micheľ (SVK) |

## FIFA-wereldranglijst
| JAN | FEB | MAR | APR | MEI | JUN | JUL | AUG | SEP | OKT | NOV | DEC |
| --- | --- | --- | --- | --- | --- | --- | --- | --- | --- | --- | --- |
| 52  | 48  | 33  | 45  | 45  | 42  | 41  | 38  | 44  | 44  | 36  | 36  |

## Statistieken
| Jussi Jääskeläinen | 1975-04-19 | Bolton Wanderers  | 9  | 0 | 0 | 27 | 0  |
| Antti Niemi        | 1972-05-31 | Fulham            | 1  | 0 | 0 | 67 | 0  |
| Verdediging        |            |                   |    |   |   |    |    |
| Petri Pasanen      | 1980-09-24 | Werder Bremen     | 10 | 0 | 0 | 45 | 0  |
| Hannu Tihinen      | 1976-07-01 | FC Zürich         | 9  | 1 | 0 |    |    |
| Sami Hyypiä        | 1973-10-07 | Liverpool         | 9  | 0 | 0 |    |    |
| Toni Kallio        | 1978-08-09 | Fulham            | 8  | 0 | 0 |    |    |
| Markus Heikkinen   | 1978-10-13 | Rapid Wien        | 7  | 0 | 0 |    |    |
| Toni Kuivasto      | 1975-12-31 | Djurgårdens IF    | 3  | 0 | 0 |    |    |
| Mika Nurmela       | 1971-12-26 | HJK Helsinki      | 1  | 4 | 0 |    |    |
| Ari Nyman          | 1984-02-07 | FC Thun           | 1  | 0 | 0 |    |    |
| Middenveld         |            |                   |    |   |   |    |    |
| Joonas Kolkka      | 1974-09-28 | NAC Breda         | 8  | 1 | 0 |    |    |
| Aleksej Jerjomenko | 1983-03-24 | FK Saturn         | 6  | 1 | 2 |    |    |
| Teemu Tainio       | 1979-11-27 | Tottenham Hotspur | 6  | 0 | 1 |    |    |
| Roman Jerjomenko   | 1987-03-19 | Udinese Calcio    | 5  | 1 | 0 | 6  | 0  |
| Daniel Sjölund     | 1983-04-22 | Djurgårdens IF    | 5  | 1 | 0 |    |    |
| Mika Väyrynen      | 1981-12-28 | PSV Eindhoven     | 4  | 2 | 0 |    |    |
| Jari Litmanen      | 1971-02-20 | Fulham            | 2  | 2 | 0 |    |    |
| Aki Riihilahti     | 1976-09-09 | Djurgårdens IF    | 2  | 1 | 0 |    |    |
| Jari Ilola         | 1978-11-24 | IF Elfsborg       | 1  | 1 | 0 |    |    |
| Jarkko Wiss        | 1972-04-17 | Tampere United    | 0  | 2 | 0 | 45 | 3  |
| Veli Lampi         | 1984-07-18 | FC Zürich         | 0  | 1 | 0 |    |    |
| Aanval             |            |                   |    |   |   |    |    |
| Jonatan Johansson  | 1975-08-16 | Malmö FF          | 8  | 2 | 1 | 85 | 14 |
| Mikael Forssell    | 1981-03-15 | Birmingham City   | 3  | 4 | 1 |    |    |
| Shefki Kuqi        | 1976-11-10 | Ipswich Town      | 2  | 3 | 1 |    |    |